# Thysanomitrion thwaitesii
Thysanomitrion thwaitesii là một loài Rêu trong họ Dicranaceae. Loài này được (Mitt.) M. Fleisch. miêu tả khoa học đầu tiên năm 1914.